# Dr. Feelgood
A Dr. FeelGood az amerikai Mötley Crüe 1989-ben megjelent 5. nagylemeze. Az album azonnal felkerült az észak-amerikai lemezeladási listák élére. A címadó dal a VH1 zenecsatorna 100 Greatest Hard Rock Songs listáján a 15. helyet kapta.
Az album főbb témái a drogok ("Dr. FeelGood"; "T.N.T."; "Kickstart My Heart") és a szex ("Slice Of Your Pie"; "Sticky Sweet"; "She Goes Down"; "Rattlesnake Shake"). A lemezen több olyan dal van, amely később rengeteg Mötley válogatáslemezre, vagy akár bármilyen rockválogatásra felkerült. Ilyen például a címadó dal, a "Kickstart My Heart", vagy az "S.O.S.".
A lemezből 6 millió példány fogyott az egyesült államok területén, Európában pedig aranylemez lett.

## Tartalma
1. "T.N.T. (Terror 'N Tinseltown)" – 0:42
2. "Dr. Feelgood" – (Mick Mars, Nikki Sixx) – 4:50
3. "Slice of Your Pie" – (Sixx, Mars) – 4:32
4. "Rattlesnake Shake" – (Mars, Sixx, Vince Neil, Tommy Lee) – 3:40
5. "Kickstart My Heart" – (Sixx) – 4:48
6. "Without You" – (Sixx, Mars) – 4:29
7. "Same Ol' Situation (S.O.S.)" – (Lee, Sixx, Neil, Mars) – 4:12
8. "Sticky Sweet" – (Mars, Sixx) – 3:52
9. "She Goes Down" – (Mars, Sixx) – 4:37
10. "Don't Go Away Mad (Just Go Away)" – (Sixx, Mars) – 4:40
11. "Time for Change" – (Sixx, Donna McDaniel) – 4:45

Az 1999-es újrakiadáson található bónuszfelvételek
1. "Dr. Feelgood" (Demo Version) – (Mars, Sixx) – 4:42
2. "Without You" (Demo Version) – (Sixx, Mars) – 4:12
3. "Kickstart My Heart" (Demo Version) – (Sixx) – 4:28
4. "Get it for Free" (Demo Version) – (Sixx) – 4:14
5. "Time for Change" (Demo Version) – (Sixx, Donna McDaniel) – 4:09

## Közreműködők
- Vince Neil – ének, harmonika, gitár
- Mick Mars – gitár
- Nikki Sixx – basszusgitár, háttérének
- Tommy Lee – dob, ütőhangszerek, háttérének

## Fordítás
- Ez a szócikk részben vagy egészben  a   Dr. Feelgood (album) című angol Wikipédia-szócikk fordításán alapul.  Az eredeti cikk szerkesztőit annak laptörténete sorolja fel. Ez a jelzés csupán a megfogalmazás eredetét és a szerzői jogokat jelzi, nem szolgál a cikkben szereplő információk forrásmegjelöléseként.